# Kolajos

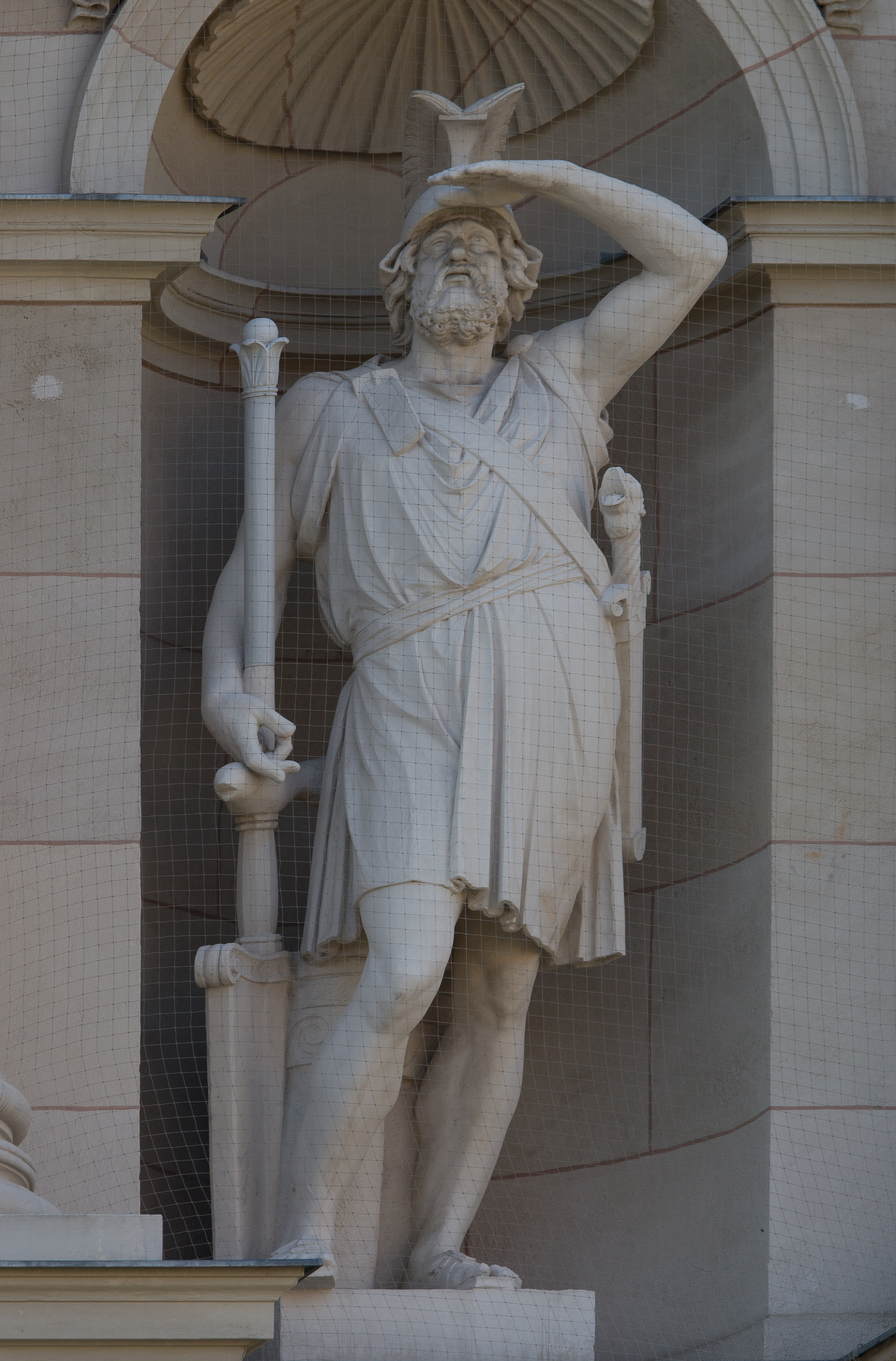
Kolajos z Samos, rzeźba w Muzeum Historii Naturalnej w Wiedniu

Kolajos (gr. Κωλαῖος) – grecki żeglarz z Samos, któremu przypisuje się przypadkowe odkrycie Dalekiego Zachodu w 638 r. p.n.e. w okresie wielkiej kolonizacji .
Kolajos w roku 638 p.n.e. zawinął swoim statkiem handlowym do wyspy Platei przy wybrzeżu libijskim, jednak niespodziewana burza wyrzuciła go aż poza Cieśninę Gibraltarską, do Tartessos na atlantyckim wybrzeżu Hiszpanii. Powrócił on stamtąd z bajecznie bogatym ładunkiem, który podniecił chciwość innych śmiałków. I tak Fokajczycy ok. 600 r. p.n.e. założyli na południowym wybrzeżu dzisiejszej Francji Massalię (obecna Marsylia), kolonię o dużym znaczeniu, sławną ze swego portu, oliwek i wina. Massalia ze swojej strony zakładała następne kolonie w tym obszarze: Nikaję, Antipolis, Olbię, Emporion i Majnake .